# Sergey Lushan
Sergey Lushan (en ruso: Серге́й Иванович Лущан; Bekabad, RSS de Uzbekistán, 14 de junio de 1973) es un exfutbolista y entrenador de fútbol de Uzbekistán que jugaba en las posiciones de defensa y centrocampista. Actualmente es el entrenador del FC Shakhtyor Petrikov de la Primera Liga de Bielorrusia.

## Carrera

### Club
| Periodo   | Club                              |
| --------- | --------------------------------- |
| 1992-1993 | Metallurg Bekabad                 |
| 1994–1996 | FC Okean Nakhodka                 |
| 1997–1999 | FC Krylia Sovetov Samara          |
| 2000–2002 | FC Rostselmash Rostov-na-Donu     |
| 2000      | → FC Rostselmash Rostov-na-Donu-2 |
| 2003–2004 | FC Krylia Sovetov Samara          |
| 2004      | FC Uralan Elista                  |
| 2005      | FC Metallurg Lipetsk              |
| 2006      | FC Yunit Samara                   |
| 2007–2008 | FC Bunyodkor                      |

### Selección nacional
Jugó para Uzbekistán en 28 ocasiones de 1998 a 2003 y anotó un gol, el cual fue en la derrota por 1-8 ante Japón el 17 de octubre de 2000 en Saida por la Copa Asiática 2000.

### Entrenador
| Periodo   | Club                  |
| --------- | --------------------- |
| 2011–2013 | FC Bunyodkor U20      |
| 2013–2014 | FC Bunyodkor-2        |
| 2014      | Uzbekistán U-19       |
| 2014–2015 | FC Bunyodkor          |
| 2016–2017 | FC Bunyodkor          |
| 2018      | Sogdiana Jizzakh      |
| 2020–2021 | FK Dinamo Samarqand   |
| 2023-     | FC Shakhtyor Petrikov |

## Logros
- Uzbek League (1): 2008
- Uzbek Cup (1): 2008